# 高良内村
高良内村（こうらうちむら）は、福岡県三井郡にあった村。現在の久留米市の一部。

## 地理
高良川上流から耳納山地の山間部に位置していた。

## 歴史

### 沿革
- 1889年（明治22年）4月1日 - 町村制の施行により、御井郡高良内村が単独で村制施行し、高良内村が発足[1][2]。大字は設けなかった[1]。
- 1896年（明治29年）4月1日 - 郡の統合により三井郡に所属[1][3]。
- 1951年（昭和26年）6月1日 - 久留米市に編入され廃止[1][2]。

### 地名の由来
もと尾崎村であったが、高良山360坊のうち15坊が当地に建立され、高良内の名称となった。

## 陸軍施設
- 歩兵第56連隊[1]
- 戦車第1連隊[1]
- 久留米第一陸軍予備士官学校[1]

## 教育

### 小学校
- 1892年（明治25年） - 高良内尋常小学校開校[1]
- 1907年（明治40年） - 高良内尋常高等小学校開校[1]
- 1947年（昭和22年） - 高良内小学校開校[1]